# Skokan krátkonohý
Skokan krátkonohý (Pelophylax lessonae, Rana lessonae), někdy také skokan menší, je obojživelník z čeledi skokanovití rozšířený na území Evropy.

## Znaky
Skokana krátkonohého řadíme spolu se skokanem zeleným a skokanem skřehotavým mezi zelené skokany. Z těchto druhů je velikostně nejmenší. Tělo dosahuje délky 4–5 cm, vzácně až 9 cm. Zadní nohy jsou kratší a neumožňují mu daleké skoky. Zbarvení hřbetní strany přechází od světle až po sytě zelenou. Středem hřbetu prochází pruh, který může být světlejší než okolí. Může mít až žlutavý nádech. Místy se mohou objevovat hnědé i černé skvrny. Břišní strana má krémový nádech. Zvukové měchýřky umístěné v hlavové části mohou svou bílou až krémovou barvou působit nápadně. Skokana menšího můžeme lehce zaměnit se skokanem zeleným či skřehotavým. Tyto druhy mezi sebou hybridizují.
Živí se převážně drobnými bezobratlými, jako je hmyz nebo menší měkkýši. Je schopný ulovit i menšího obratlovce. Když číhá na kořist, sedí a nehýbe se. Potom, co se dostane do dostatečné blízkosti, lapne ji velmi rychle.

## Stavba těla

### Kostra
Páteř se skládá z devíti volných obratlů a je zakončená tyčinkovitou kostrční kostí. Krční obratel je pouze jeden, lebka je k němu připevněna dvěma kloubními hrboly. Hrudní kost je dobře vyvinutá a spojuje se s lopatkami. Lebka je široká a zploštělá. Není zcela krytá kostmi. Jsou na ní očnicové a spánkové otvory. Bederní obratle srůstají v tzv. urostyl. Končetiny jsou stavěny stejně jako u ostatních čtvernožců. Žáby jako jediní obojživelníci mají klíční kosti a lopatky. Zadní končetiny jsou tvořeny ze 4 částí a je vytvořena jamka pro hlavici stehenní kosti. Na zadním páru končetin jsou dobře vyvinuty svaly. Ty umožňují skákání, na rozdíl od jiných obojživelníků, kterým slouží k chůzi, popřípadě šplhání.

### Nervová soustava
Stejně jako u ostatních obojživelníků, i u skokana hovoříme o trubicovité nervové soustavě. Začíná se u něj rozvíjet koncový mozek a jeho polokoule. Hlavní úlohu však má stále střecha středního mozku. Mozeček je malý. Mícha je v lopatkové a pánevní oblasti zesílena. Mezi míchou a končetinami se nachází tzv. nervové pleteně.

### Smysly
- Zrak – bylo prokázáno barevné vidění. Dospělci mají 3 oční víčka. Horní víčko není pohyblivé, spodním víčkem může mrkat. Třetí víčko se nazývá mžurka. Je to blanka, která chrání oko ve vodě. Jsou vyvinuté slzné žlázy. Žáby mají dobře vyvinuté orientální oko, které vnímá určitou vlnovou délku a intenzitu světla a je důležité pro řízení endogenních rytmů.
- Sluch – Rovnovážná část sluchově rovnovážného orgánu je zvětšena. Mají dvě sluchové kůstky. Vyvinutý zvukovod → dobře slyší.
- Čich – Čichové buňky se nacházejí v nosních dutinách. Přítomen je i tzv. Jacobsonův orgán, díky kterému mohou rozeznávat pachy i ústní dutinou. Ovšem není dokonale vyvinut.
- Chuť – Chuťové receptory se nacházejí v ústní dutině a hltanu. Jazyk je posetý chuťovými pohárky.
- Hmat – je dobře vyvinut. Hmatové buňky se nachází na povrchu celého těla.

### Dýchací soustava
Dýchací soustava u larev a dospělců je rozdílná.
- Larvy mají 2 páry vnějších žaber, které fungují velmi krátce, a potom přerostou pojivou řasou, která uzavírá žaberní komůrku a tvoří se vnitřní žábry, které po nějaké době zanikají.
- Dospělci dýchají plícemi i povrchem těla. Jejich kůže je prostoupená vlásečnicemi, které ji bohatě prokrvují, a slizovými žlázami, které zabraňují vysychání. Je také propustná, což umožňuje přijímat a ztrácet kyslík. Plíce mají tenké stěny. Vzduch do nich přivádí pumpováním (pohybem úst dolů a nahoru), protože nemají bránici. Kožní dýchání je na rozdíl od plicního účinnější.

V trubici, kterou je přiváděn vzduch do plic, nalézáme hlasové orgány. Pohybem vzduchu se rozechvívají hlasivkové vazy. Za hlavou jsou rezonanční měchýřky (bubínky). Ty slouží k tomu, aby jejich hlas byl lépe slyšet.

### Cévní soustava
Cévní soustava je uzavřená. Srdce se skládá ze dvou předsíní a jedné komory.
Dospělci mají dvojí krevní oběh. V malém plicním oběhu krev vychází ze srdce, vstupuje do plic, kde je okysličena, a vrací se zpět do srdce. U velkého tělního oběhu krev vychází ze srdce, prochází tělem a vrací se zpět. V srdci se míchá okysličená a neokysličená krev.
Skokani jsou studenokrevní. Teplota jejich těla se mění v závislosti na teplotě prostředí. Přezimují v zemi. Při teplotě −2 °C umírají. Probouzí se začátkem dubna.

### Trávicí soustava
V ústním otvoru nalézáme pohyblivý jazyk, který slouží k lovení kořisti. Ten je v přední části přirostlý a zadní část má pohyblivou. Drobné kuželovité zuby vyrůstají z horní čelisti. Ústí sem i hlenotvorné žlázy, ve kterých byl zjištěn enzym ptyalin. Při polykání si skokan napomáhá očními bulvami. Trávicí soustava je rozčleněna na jícen, žaludek, střevo a konečník ústící do kloaky. Kloaka je otvor, do něhož vyúsťuje soustava trávicí, vylučovací i rozmnožovací. Vyskytuje se i náznak dvanáctníku. Žlučník je přítomen.

### Vylučovací soustava
Vylučovací soustava se skládá z ledvin, močových cest a močového měchýře, který ústí v kloaku. Dospělí jedinci vylučují močovinu, larvy pouze amoniak.

### Rozmnožování a vývoj
Jedinci mají oddělené pohlaví (gonochoristé). Mají párové pohlavní orgány. Varlata mají vývod ve Wolffově trubici, jejíž část slouží jako chámomočovod. Vývodem vaječníků jsou Müllerovy chodby, které mohou být označovány jako vejcovody, ústící do kloaky. Ve spodní části vejcovodů se vytváří vaječné obaly. Ty ve vodě nabobtnají a jsou první potravou larev. Dochází k vnějšímu oplození. K páření dochází přibližně v polovině května. Důležité jsou zvukové signály. Samec na hřbetě samičky se přichytává prstovými mozoly v jejím podpaží. Samička naklade vajíčka ve shlucích. Vajíčka se vyvíjí jen několik dnů. Oproti tomu vývoj larev (pulců) trvá i několik měsíců. Larvy zpočátku nemají nohy a pohybují se vlněním plochého ocasu. Pod kůží se začínají tvořit končetiny, ale nejdřív patrné jsou končetiny zadní. Postupně mizí ocas.

## Ohrožení a ochrana
Skokan krátkonohý je podle vyhlášky 395/1992 Sb. zařazen mezi druhy silně ohrožené.
Jeho stanovišti jsou močálovitá, hodně podmáčená území, kterých v posledních letech čím dál více ubývá. Nalezneme ho i v menších tůních či rybnících. Nejvíce ho ohrožuje zavážení či vypouštění jeho stanovišť, přítomnost toxických látek. Nebezpečné pro něj mohou být i dravé ryby. Způsob, jak ho chránit, je zachovávání prostředí pro něj přirozeného a zabránění ničení nanesených vajíček v období množení.

## Odkazy

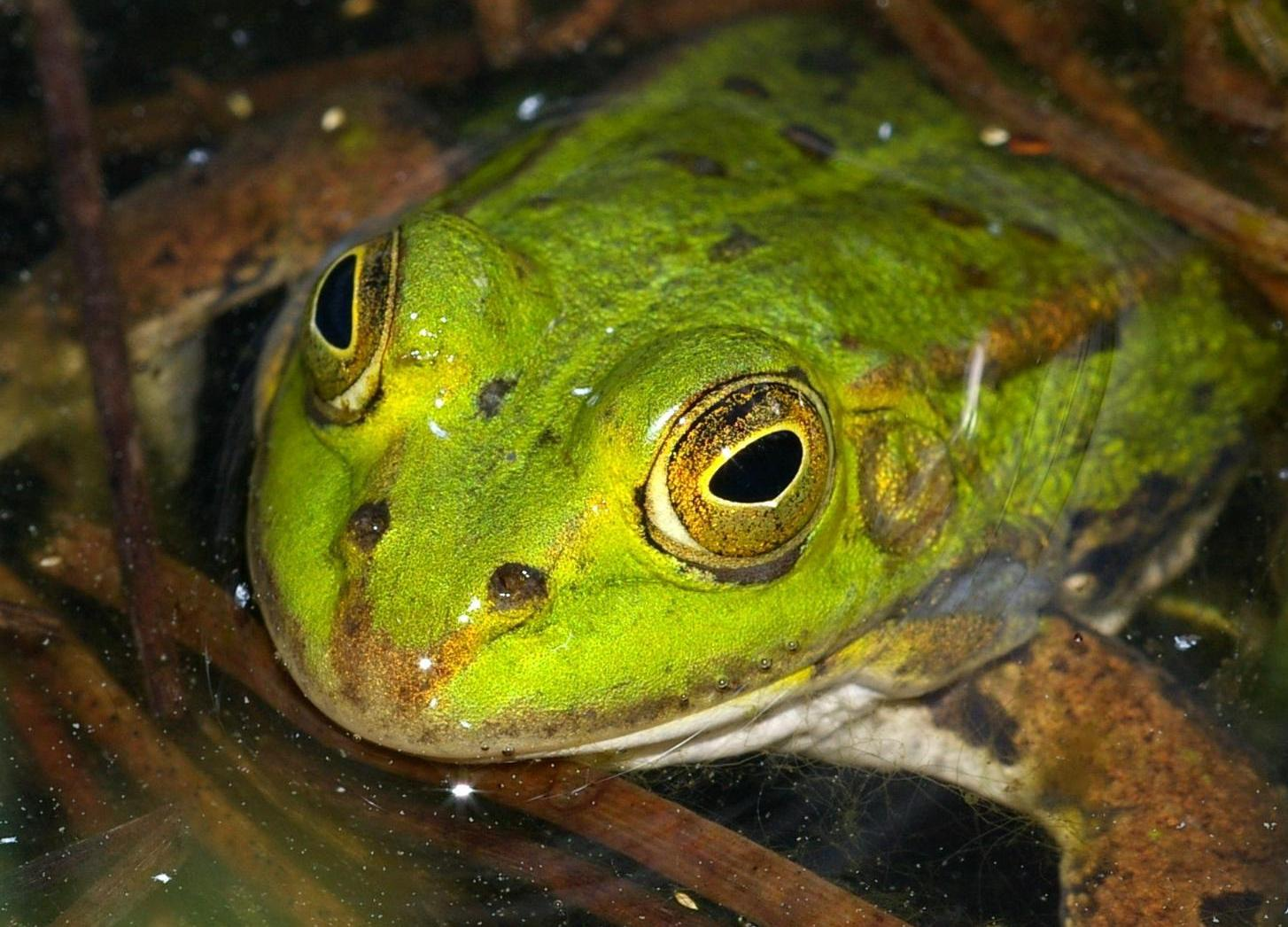
skokan krátkonohý